# Ngumpak Dalem
Ngumpak Dalem is een bestuurslaag in het regentschap Bojonegoro van de provincie Oost-Java, Indonesië. Ngumpak Dalem telt 9968 inwoners (volkstelling 2010).